# Spaniens U/18-fodboldlandshold
Spaniens U/18-fodboldlandshold er Spaniens landshold for fodboldspillere, som er under 18 år og administreres af Real Federación Española de Fútbol] (RFEF).